# ميتش وايس (مصور)
ميتش وايس (بالإنجليزية: Mitch Weiss) هو مصور أمريكي، ولد في 4 مايو 1986 في نيويورك في الولايات المتحدة.